# Сианьская соборная мечеть
Больша́я сиа́ньская мече́ть (кит. 西安清真大寺, пиньинь Xī'ān qīngzhēn dàsì, Сиань цинчжэнь дасы) — одна из старейших мусульманских мечетей в Сиане и одна из четырёх крупнейших мечетей в Китае.

## Строительство
Согласно одной из версий, нынешнее здание мечети воздвигнуто в XIV в. на средства знаменитого мореплавателя Чжэн Хэ. По другой версии  мечеть построена приезжими арабами в правление императора Сюаньцзуна. В начале XVII века построена девятиметровая арка из древесины. 

## Архитектура
Сианьская соборная мечеть сочетает в себе комбинацию традиционного китайского и исламского стилей. При правлении Юаньской, Минской и Цинской династий архитектура мечети претерпевала некоторые изменения. В настоящее время площадь мечети превышает 12 тыс. м².

## Значение
В 1988 году мечеть была включена в список особо охраняемых памятников культуры КНР. В мае 1997 года мечеть вошла в десятку лучших туристических объектов Сианя. В наше время Сианьская мечеть для мусульман в Сиане является основным местом для проведения религиозных мероприятий.

## Храмовый комплекс
В храмовый комплекс Сианьской соборной мечети ведут четыре входа. Мечеть обращена лицом на восток и расположена на западе храмового комплекса.

## Галерея
- Китайский павильон вместо минарета
- Графитовый рисунок Вахби аль-Харири
- Вход в молитвенный зал
- Каллиграфия на мемориальной доске